# Vương quốc Cảnh Hồng
Vương quốc Heokam (tiếng Lự: ) hay Chiang Hung (tiếng Trung: 景洪; Hán-Việt: Cảnh Hồng; bính âm: Jǐnghóng; tiếng Thái: อาณาจักรหอคำเชียงรุ่ง) là một thực thể chính trị của người Thái Lự (một sắc tộc nói ngữ chi Thái) có trung tâm chính trị đặt tại nơi mà hiện nay là thành phố Cảnh Hồng, thủ phủ của châu tự trị dân tộc Thái Tây Song Bản Nạp, tỉnh Vân Nam, Trung Quốc. Vương quốc này thành lập vào cuối thế kỷ 12. Ở thời điểm hùng mạnh nhất trong thế kỷ 13, Heokam bao phủ một vùng rộng lớn. Nhưng rồi, Heokam bị các nước láng giềng như nhà Nguyên, Lan Na, Myanmar thôn tính. Cuối thế kỷ 18, Xiêm đã tiến hành các chiến dịch lớn bắt người Lự đem về Lan Na. Ngày nay, một số lượng lớn người Lự còn ở các tỉnh phía bắc của Thái Lan và Lào. Các chính sách đồng hóa của Mao Trạch Đông trong thế kỷ 20 tiếp tục thúc đẩy người Lự di tản ra nước ngoài.

## Lịch sử
Theo truyền thuyết của người Lự, Paya Jueang (tiếng Thái: พญาเจื่อง) hoặc Chao Jueang Han (tiếng Thái: เจ้าเจื่องหาญ) đã gây chiến với người Akha bản địa và với các dân tộc Thái khác trong khu vực và thành lập vương quốc của người Lự tại Heo Kam trên thượng nguồn sông Mê Kông vào năm 1180. Đầu thế kỷ 13, vua Inmueng mở rộng đáng kể lãnh thổ cho Heokam. Các chư hầu của Heokam bao gồm Kengtung, Ngoen Yang, Mường Then (Điện Biên Phủ hiện nay - thủ đô người Thái Trắng), và Xieng Thong (Luang Prabang), khiến cho Heokam thành vương quốc người Thái bá chủ ở thượng nguồn sông Mê Kông. Người Lự sau đó đã bắt đầu mang ảnh hưởng của Heokam đi khắp nơi.
Tuy nhiên, Heokam bị quân Nguyên Mông xâm lược vào năm 1292 và bị biến thành một thuộc quốc của nhà Nguyên. Người Mông Cổ phong tước hiệu Chao Saenwi Fa (tiếng Thái: เจ้าแสนหวีฟ้า) và họ Dao cho các vua Heokam. Khoảng trống quyền lực trong khu vực đã được một nhà nước khác của người Thái là Lan Na mới thành lập lấp đầy. Vua Mangrai của Lan Na biến Heokam thành chư hầu của Lan Na. Nhà Minh ghi tên vương quốc Heokam là Xa Lý (chữ Hán: 車里). Thời này nước Xa Lý tiếp giáp với thừa tuyên Hưng Hóa của Đại Việt. Ngày nay, nằm giữa Tây Song Bản Nạp và Việt Nam là tỉnh Phong Xa Lỳ của Lào. Tuy nhiên, Lan Na suy yếu vào đầu thế kỷ 16 và Heokam hưởng một thời gian tự chủ ngắn cho đến khi Lan Na bị Myanmar (triều Taungoo) xâm chiếm vào năm 1558. Vua Myanmar Bayinnaung đã đặt bộ máy cai trị ở Heokam và biến Heokam thành thuộc quốc của Myanmar. Thời thuộc Myanmar, Heokam bị chia thành mười hai pản na (đơn vị hành chính), do đó có tên Tây Song Bản Nạp (nghĩa đen là mười hai bản). Tây Song Bản Nạp từng là chiến địa giữa Myanmar và nhà Thanh.
Suốt 3 thế kỷ liên tục, Heokam nằm dưới sự cai trị của Myanmar. Với mục đích củng cố ảnh hưởng của Xiêm ở phía Bắc, vua Xiêm Rama I phái quân tấn công vào Kengtung và Heokam, bắt người các sắc tộc Thái ở đây đem về Nan và các nơi khác của Lan Na. Ngày nay, Nan là địa phương có cộng đồng Thái Lự lớn nhất ở Thái Lan. Ngoài ra vua Kawila của Chiang Mai cũng từng xâm chiếm Heokam để bắt người Thái về tăng cường cho Lan Na.
Một cuộc tranh giành ngôi vua vào năm 1847 đã khiến Heokam hỗn loạn. Sử ký của Xiêm có ghi chi tiết về sự kiện này.
Vua Mahawan của Heokam qua đời vào năm 1847, truyền ngôi lại cho con là Sarawan. Tuy nhiên, bác của Mahawan là Mahakhanan đã chiếm ngôi. Sarawan bỏ chạy tới Đại Lý và kêu nhà Thanh giúp, rồi trở lại và giết chết Mahakhanan. Con trai của Mahakhanan là Nokam chạy sang Myanmar cầu cứu vua Pagan Min. Người Myanmar nhân cớ đó xâm chiếm Heokam - gây nên một làn sóng di cư của người Lự vào Lan Na. Nokam giành được ngôi vua, nhưng sau đó lại bị thuộc hạ của mình giết. Myanmar lại cho Sarawan làm vua.
Anh trai Sarawan là Oalnawudh, chạy đến Luang Prabang rồi đến Bangkok vào năm 1852. Triều đình Xiêm thấy đó là một cơ hội để giành quyền kiểm soát các nhà nước Shan và Heokam, bèn lên kế hoạch đánh chiếm Kengtung để có đường vào Heokam. Tuy nhiên, quân Xiêm đã không thể xâm nhập các cao nguyên rừng núi. Năm 1855, quân Xiêm lại hành quân tới Heokam, nhưng thất bại.
Một thế kỷ tiếp theo, Heokam bị nhà Thanh cai trị. Sau khi nhà Thanh bị lật đổ, trong thực tế vương quốc Heokam cũng chấm dứt tồn tại. Năm 1953, quân đội Cộng hòa Nhân dân Trung Hoa chiếm Heokam. Một số thành viên hoàng tộc chạy trốn tới miền bắc Thái Lan. Các hậu duệ hiện đại của hoàng tộc Heokam vẫn mang họ Dao.